# A̓
A̓, a̓ (A с запятой сверху) — буква расширенной латиницы. Используется в языке хейлцук-увикяла, где является последней, шестидесятой буквой алфавита и обозначает глоттализированный гласный [ä]. В алфавит также входят три другие буквы с тем же диакритическим знаком: I̓, U̓, Y̓.

## Кодировка
В качестве отдельного символа буква в Юникод не включена, используя комбинируемый диакритический знак запятой сверху символ представляется как последовательность шестнадцатеричных кодов 0041 для заглавной либо 0061 для строчной буквы A и 0313 для запятой сверху.